# Park Hye-kyeong
Park Hye-kyeong (hangul: 박혜경), mer känd under artistnamnet Soyul (hangul: 소율), född 5 maj 1991 i Seoul, är en sydkoreansk sångare. Hon är mest känd som en av medlemmarna i tjejgruppen Crayon Pop.

## Karriär
År 2010 var Soyul med i den kortvariga tjejgruppen Chic'6 Muscats tillsammans med Jina från Bob Girls. Efter det debuterade Soyul med tjejgruppen Crayon Pop i juni 2012 och sommaren 2013 hade de sitt stora genombrott med hitsingeln "Bar Bar Bar". Tillsammans med Crayon Pop har Soyul varit med och släppt flera album och singlar, vunnit musikpriser och framträtt utomlands, men under tiden som gruppmedlem har hon även utfört ett par soloprojekt.
I början av januari 2015 rapporterades det att Soyul skulle släppa en singel med titeln "Y-Shirt" i samarbete med Rainbow Bridge, och under kommande dagar publicerades teasers inför släppet. Den 12 januari 2015 släpptes musikvideon till låten och i den medverkar dessutom övriga medlemmar i Crayon Pop. Soyul har också stått som segrare i sportprogrammet Let's Go! Dream Team på KBS.

## Privatliv
År 2008 laddade Soyul upp bilder av sig själv på den koreanska webbportalen Daum, och uppmärksamheten hon fick där ledde till att hon fick spela in en reklamfilm för hudvårdsprodukter åt koreanska Neutrogena.
I februari 2015 påbörjade hon studier vid Sungshin Women's University i Seoul.

## Diskografi

### Singlar
| År   | Titel     | Topplacering          |
| År   | Titel     | Sydkorea (Gaon Chart) |
| ---- | --------- | --------------------- |
| 2015 | "Y-Shirt" | —                     |